# Кунарское
Куна́рское — село в городском округе Богданович Свердловской области. Управляется Кунарским сельским советом.

## География

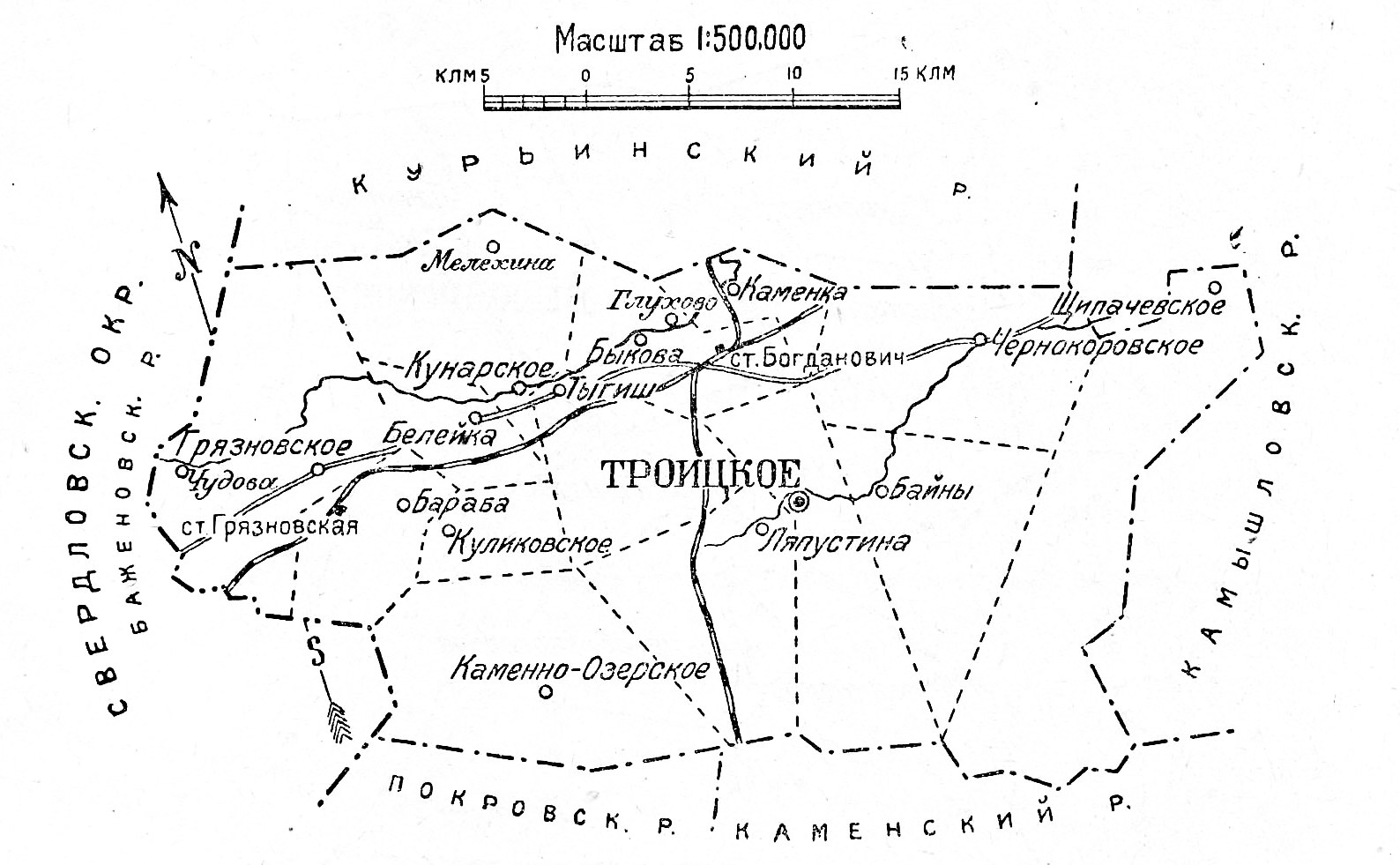
Кунарское на схеме Богдановичского района, 1928 год

Село Кунарское расположено преимущественно на левом берегу реки Кунары, в 10 километрах к западу от административного центра округа и района — города Богдановича, по автодороге — в 21 километре. В 2 километрах к югу от Кунарского проходит Сибирского тракта. На юго-западе села находится пруд. В 1964 году в 3 км на запад от села, на реке Кунаре построен рыбопитомник по выращиванию зеркального карпа и другой рыбы. На восточном берегу пруда находится санаторий «Колосок»
Часовой пояс
Кунарское, как и вся Свердловская область, находится в часовой зоне МСК+2. Смещение применяемого времени относительно UTC составляет +5:00.

## Население
| 2002 | 2010 | 2021 |
| ---- | ---- | ---- |
| 749  | ↘733 | ↘604 |

Структура
По данным переписи 2002 года, национальный состав села Кунарского следующий: русские — 87 %, татары — 3 %, удмурты — 8 %. По данным переписи 2010 года, в селе проживали 351 мужчина и 382 женщины.

## Инфраструктура
Село Кунарское включает 12 улиц:
| 1. Улица Бажова 2. Улица Калинина 3. Комсомольская улица 4. Улица Ленина | 1. Улица Мира 2. Молодёжная улица 3. Улица Победы 4. Улица Свердлова | 1. Улица Чапаева 2. Переулок Калинина 3. Пионерский переулок 4. Школьный переулок |

## Религия
Церковь Прокопия Устюжского существует около 200 лет. Каменная двухпрестольная. Имеет вид двухэтажного здания с розовым фасадом. С 1938 года церковь была закрыта. Летом 2010 года началось её возрождение, установлены колокола. В нынешнее время — действующая